# 竹下景子
竹下 景子（たけした けいこ、1953年〈昭和28年〉9月15日 - ）は、日本の女優、声優、タレント。
愛知県名古屋市東区出身。東京女子大学文理学部社会学科を卒業した。アイ・バーグマン所属。父は弁護士の竹下重人。夫は写真家の関口照生。長男は俳優の関口まなと。次男は関口アナン。身長157cm（1976年4月）。B83cm、W57cm、H86cm（1976年2月）。

## 経歴

### 出生から学生時代まで
愛知県名古屋市東区生まれ。父親の重人は国税局の職員で名古屋国税局から国税庁に転勤となったため、4歳から1年間は東京都中野区と板橋区で、5歳から10歳までは東京都東村山市で育った。2009年「東村山市しあわせ大使」に就任した。
小学校4年の時、父が国税庁を辞め弁護士になるための勉強を始めたため公務員住宅には住めなくなり、名古屋に戻ってからは高校卒業まで同市緑区で育った。母は名古屋市東区の出身。
東村山市立南台小学校から名古屋市の小学校に転校し、南山中学校・高等学校女子部、東京女子大学文理学部社会学科を卒業した。中学・高校では演劇部に所属した。

### 芸能界へ
高校1年生の時、ラジオの深夜番組『ミッドナイト東海』のイベントに一般リスナーとして参加した際、パーソナリティを務めていた俳優の天野鎮雄にNHKの『中学生群像』（『中学生日記』の前身）を紹介され、ドラマデビューを果たす。共演した三ツ矢雄二や戸田恵子とは名古屋時代からの幼馴染で50年以上に亘る友達でもある。大学進学で上京後、三船プロに所属して本格的に女優として活動を始める。1973年、NHK『波の塔』で本格デビュー、以後多くのテレビドラマにレギュラー、ゲスト出演する。1975年、黒木和雄監督の『祭りの準備』に新人で主演した江藤潤の恋人役として出演し、ヌードを披露する。
1976年10月からは『クイズダービー』のレギュラー回答者として出演して「三択の女王」と呼ばれ、人気を獲得する。
1977年、テレビドラマの『女の河』『天の花と実』などに出演した。同年、政治家・荒舩清十郎が雑誌の企画で対談し、「息子の嫁さんにしたい」と言ったところから「お嫁さんにしたい女優No.1」と言われ、人気が沸騰する。1970年代から1980年代にかけては最も多忙な女優の1人となった。
1978年の『黄金の日日』に準レギュラー出演以降、大河ドラマにも数本出演した。
春には初のレコード「結婚してもいいですか」を出す。
また映画『犬笛』で、原田芳雄率いる犯罪グループに加担しながら裏切って輪姦されたあと、半裸で首だけ出して雪の中に埋められる女医役を演じて話題となる（直接の輪姦描写はなく、雪の中も下着姿）。
映画スターに育てようと、名乗りをあげたのは三船プロの親筋にあたる東宝だった。用意されたのは、アイドル用のプログラムピクチャーではなく、監督・岡本喜八と脚本・倉本聡の両鬼才初顔合わせに仲代達矢以下のオールスターを並べたSF大作『ブルークリスマス』の主演だった。同時に同じ勝野洋とのコンビで日本テレビから『姿三四郎』も東宝製作で放映された。映画の方はヒロインを含めた世界同時大虐殺で終わるショッキングな政治SFであり、まったくの不入りに終わった。
1979年以降、『犬笛』『ブルークリスマス』と続いた(その前の『雨のめぐり逢い』も犯罪劇である)激しい非日常路線は軌道修正される。岡本監督への『英霊たちの応援歌』への連続出演などを経て、山田洋次のもとで、ようやく身近な世界で優しく可憐な持ち味を発揮する。
『男はつらいよ 口笛を吹く寅次郎』は、小林信彦らにシリーズ後半の最高傑作と賞賛される成果となり、寅次郎との思いがすれ違いで終わるマドンナを好演する。好評を受けて、シリーズでは唯一人、別々の役で三度マドンナ起用され、テレビでは『北の国から』へも起用されて代表作となる。岡本、山田、倉本といった巨匠に連続指名を受けたことで、女優業はひとつの軌道に乗った形となる。市川森一との協業も続く。ただ、不思議と映画主演に縁がなく、『雨のめぐり逢い』『ブルークリスマス』『飛鳥へ、そしてまだ見ぬ子へ』などはいずれも共同主役だがクレジットトップではない。
前述の映画『犬笛』並びヌードになった『祭りの準備』、ドラマでも当時「お嫁さんにしたい女優No.1」と言われた竹下が主人公のソープランド嬢を演じた『ソープ嬢モモ子シリーズ』も話題・計8作の製作がされた人気シリーズとなり竹下の代表作となった、以後も清純なイメージは失わなわれかった稀有な女優となった。
熱烈な中日ドラゴンズファンとしても知られ、2005年のナゴヤドームでの横浜DeNAベイスターズとの開幕戦では始球式を務めた。
2005年から国際連合世界食糧計画WFP協会の親善大使を務める。
2009年1月17日、神戸市で行われた、阪神・淡路大震災の追悼イベントに来賓として出席し、詩を朗読するなどしていたが、その最中に、開催場所の神戸情報文化ビルで、不審火と見られる火災が発生し、来場者と共にビル外へ避難する騒動に巻き込まれた。
2011年1月26日、2年の任期で京都国立博物館の初代文化大使に就任した。
2015年5月3日、日本大正村第3代村長に就任した。
2019年3月、日本モンキーセンターの親善大使に就任。
2021年1月4日、『徹子の部屋』出演時に、昨年から白髪染めを止めてグレイヘアにした事を黒柳徹子に話している。

### 名古屋（愛知県）出身の芸能人として
1990年代頃まで、名古屋（愛知県）出身の芸能人は出身地をあまり表に出さずに活動する人が多かったが、名古屋出身であることを早い時期から公言していた。レギュラー解答者時代の『クイズダービー』では、大橋巨泉から名古屋ネタをよく振られたり、『クイズダービー』以外のバラエティー番組に出演する際にも、度々流暢な名古屋弁でのトークを披露したりするなど、パーソナリティーのひとつとして広く認知されてきた。名古屋いじりの元祖ともいえるタモリの番組へのゲスト出演も多い。
また、2005年日本国際博覧会では、長久手日本館の総館長を務めた。
NHK連続テレビ小説、第74作目として放送された『純情きらり』は愛知県岡崎市が主な舞台の1つとなった作品であり、竹下はヒロイン・有森桜子の母、マサを演じた（語りも兼任）。なお、竹下はこの他にも『ぴあの』で「ヒロインの姉」、『ゲゲゲの女房』で「ヒロインの姑」、『わろてんか』と『おかえりモネ』で「ヒロインの祖母」をそれぞれ演じている。

### 『クイズダービー』の出演
女子大生時代の頃から、『クイズダービー』の3代目4枠レギュラー解答者として約16年間出演し、はらたいら（74.7％）に次ぐ正解率（63.3％）だった。特に三択問題での正解率がはら以上に高かったため、「三択の女王」と呼ばれた。出産時は、宮崎美子・市毛良枝・原日出子が代役を務めた。

### 家族
1984年4月21日、銀行のポスター製作で知り合った15歳年上の関口照生と結婚した。
1986年に長男、1988年に次男を相次いで出産した。

## 主な出演

### テレビドラマ
- 中学生群像（1969年、NHK総合[20]） - 生徒 役
- 明智探偵事務所（1972年、NHK総合）
- おんな組アクション控 第12話（1972年、東京12チャンネル）
- 太陽にほえろ!（日本テレビ・東宝）
  - 第18話「つかみそこねた夢」（1972年） - 藤滝薫 役
  - 第187話「愛」（1976年） - 高田三恵子 役
- 子連れ狼 第1シリーズ　第7話「あんにゃとあねま」（1972年、日本テレビ） - かつえ 役
- 銭形平次（フジテレビ・東映）
  - 第392話「泥に咲いたまごころ」（1973年）  - お春 役
  - 第467話「瓦版騒動記」（1975年） - お吉（お艶） 役
- 少年ドラマシリーズ / けんかえれじい（1973年、NHK総合） - 道子 役
- 白い影（1973年、TBS）  - 宇野かおる 役
- 月形半平太（1973年、NETテレビ）
- 旅人異三郎 第15話「八木節に娘心が踊った」（1973年、12ch・三船プロ）
- 旗本退屈男（1973年、NETテレビ・東映） - 菊路 役
- 銀河テレビ小説 （NHK総合）
  - 「波の塔」（1973年）
  - ふるさとシリーズ1「夏の故郷」（1976年） - 山影正子 役
  - 昭和の青春シリーズ3「春の谷間」（1977年） - 青山わか子 役
  - 「女の遺産」（1979年） - 照子 役
  - 「もず」（1980年）
- 新・荒野の素浪人（NETテレビ）
  - 第2シリーズ 第1話「風塵の剣」（1973年） - お吉 役
  - 第2シリーズ 第6話「影を斬る」（1973年） - 柴田ぬい 役
- 荒野の用心棒 第14話「黒豹は死の追跡を狙って…」（1973年、NETテレビ・三船プロ） - およう 役
- ライオン奥様劇場 「朱鷺の墓」（1973年、フジテレビ）
- 木曽街道いそぎ旅 第15話「孤独の中の二つの顔」（1973年、フジテレビ） - おきよ 役
- 銀座わが町（1973年 - 1974年、NHK総合）
- 風の中のあいつ（1973年 - 1974年、TBS）
- ぶらり信兵衛 道場破り 第49話「いもうと」（1974年、フジテレビ） - おさよ 役
- 大江戸捜査網 （12ch・三船プロ）
  - 第121話「無礼討ち返上」（1974年） - お町 役
  - 第133話「恐怖の辻斬り」（1974年） - お美代 役
  - 第152話「命を売った女」（1974年） - お静 役
  - 第222話「仕掛けられた前科者」（1975年） - お市 役
  - 第248話「緋牡丹に賭けた恋」（1976年） - お新 役
- 雑居時代 第23話「末は大物?」（1974年、日本テレビ・ユニオン映画） - 田中真紀 役
- 若い!先生 第4話「ふたりだけの道どこまでも」（1974年、TBS・国際放映） - 加藤陽子 役
- 走れ!ケー100 第49話「助けて! 紋太さんの幽霊だ」（1974年、TBS・C.A.L）
- 高校教師 第22話「転落・ある少女の場合」（1974年、東京12チャンネル・東宝） - 山口マリ子 役
- われら青春! 第18話「男のガッツと女のハート」（1974年、日本テレビ・東宝） - 風間みどり 役
- 事件狩り 第3話「恋に生きよう! 若者よ」（1974年、TBS・大映テレビ）
- ふりむくな鶴吉（1974年 - 1975年、NHK総合） - やよい 役
- 右門捕物帖 第2話「燃える男」(1974年、NETテレビ・東映） - お吉 役
- 伝七捕物帳
  - 第49話「人情母子唄」（1974年、日本テレビ） - お絹 役
  - 第110話「父と呼ばれて十五年」（1976年、日本テレビ） - おゆき 役
- 青葉繁れる（1974年、TBS） - 若山ひろ子 役
- 幡随院長兵衛お待ちなせえ 第6話「父娘を結ぶ琴の糸」（1974年、毎日放送）
- 特捜記者 犯罪を追え! 第2話「気取ったナウな奴」（1974年、関西テレビ）
- 非情のライセンス 第2シリーズ 第19話「兇悪の十字架」（1975年、NETテレビ・東映） - 坂崎圭子 役
- 破れ傘刀舟 悪人狩り（NET・三船プロ） 
  - 第27話「妖花 女殺し屋」（1975年） - お鶴 役
  - 第86話「浦賀の花嫁人形」（1976年） - お栄 役
- 剣と風と子守唄（1975年、日本テレビ・三船プロ）
  - 第16話「還らざる黄金」
  - 第22話「鬼が惚れた鬼」
- 必殺仕置屋稼業（1975年、朝日放送・松竹） 
  - 第4話「一筆啓上仕掛が見えた」 - お美津 役
  - 第27話「一筆啓上大奥が見えた」 - みわ 役
- 東芝日曜劇場（TBS）
  - 第954回「愛のふれあい」（1975年）
  - 第1043回「霧の日の童話」（1976年、RKB毎日放送）
  - 第1066回「袖ふれあうも…」（1977年、北海道放送） - 旅回りの手品師・麗花 役
  - 第1200回 1200回記念番組「女たちの忠臣蔵 いのち燃ゆる時」（1979年）
  - 第1259回「愛情」（1981年）
  - 第1275回「妻と夫の詩」（1981年）
  - 第1338回「小引き出しの愛」（1982年）
  - 第1416回「縁」（1984年）
  - 第1438回「29歳」（1984年）
  - 第1490回「男ともだち」（1985年）
  - 第1500回 1500回記念 3時間ドラマ「花のこころ」（1985年）
  - 第1556回「湖は夕焼け」（1986年）
  - 第1603回 秋・さわやかシリーズ4 「君の涙が見える」（1987年）
  - 第1675回「胡桃の部屋」（1989年） - 桃子 役
  - 第1699回「交差点」（1989年）
  - 第1760回「パスポート」（1990年）
  - 第1870回「そよ風ときにはつむじ風」（1993年）
- 影同心 第20話「新妻ひとり寝殺し節」（1975年、毎日放送） - うの 役
- ちんどんどん（1975年、日本テレビ）
- 山盛り食堂（1975年、日本テレビ）
- 徳川三国志（1975年、NETテレビ）
- 手紙-殺しへの招待-（1975年11月、日本テレビ） ※実質的な初主演作
- 遠山の金さん 第16話「燃える男の胸で泣け!!」（1976年、NET） - 千絵 役
- 十手無用 九丁堀事件帖 第16話「娘のいのり」（1976年、日本テレビ・東映） - おみよ 役
- 刑事物語・星空に撃て! 第19話「もういちどあの愛を」（1976年、フジテレビ・大映テレビ）
- 泣かせるあいつ（1976年、日本テレビ）
- 嫁だいこん（1976年、フジテレビ）
- 江戸の旋風II（1976年、フジテレビ）
- シリーズ人間模様 「妻たちの二・二六事件」（1976年、NHK総合） - 久子 役
- 痛快!河内山宗俊 第15話「地獄に花をつみに行く」（1976年、フジテレビ・勝プロ）
- 俺たちの旅 第43話「愛しているから別れるのです」（1976年、日本テレビ・東宝）
- 水戸黄門（TBS・C.A.L）
  - 第6部 第4話「わしは天下の大泥棒 -八代-」（1975年4月21日） - お夕 役
  - 第7部 第26話「馬にひかれて善光寺 -長野-」（1976年11月15日） - お美津 役
- 赤い激流（1977年、TBS）  - 宮島華江 役
- 新選組始末記（1977年、TBS）  - すみ 役
- 愛の嵐（1977年、日本テレビ）
- 平岩弓枝ドラマシリーズ （フジテレビ）
  - 「女の河」（1977年）
  - 「春の島の女」（1981年） - 袖井加津 役
- 天の花と実（1977年、テレビ朝日[10]）
- 土曜ワイド劇場  （テレビ朝日）
  - 「悪夢 恋人たちの25時」（1977年） - スーパーで働くマキ 役
  - 「松本清張の殺人行おくのほそ道」（1983年） - 主演：芦名麻佐子 役
  - 星野哲郎作詞家生活50周年記念「みちのく紅花街道殺人事件」（2003年） - 居酒屋のおかみ・雪枝 役
- 大河ドラマ （NHK総合）
  - 元禄太平記（1975年） - お妙 役
  - 黄金の日日（1978年） - 桔梗・しま 役 ※二役
  - 徳川家康（1983年） - 吉良御前・お愛 役 ※二役
  - 独眼竜政宗（1987年） - 喜多 役
  - 毛利元就（1997年） - 祥の方 役
- 横溝正史シリーズII / 不死蝶（1978年、毎日放送） - 鮎川マリ 役
- 七人の刑事#七人の刑事（1978年放送開始分）（1978年、TBS）
- 夢のあとに（1978年、TBS）
- パパの結婚（1978年、日本テレビ）
- 獅子のごとく（1978年、TBS）
- 姿三四郎（1978年 - 1979年、日本テレビ・東宝）
- 江戸の牙（1979年 - 1980年、テレビ朝日）  - 朝比奈雪 役
- TBS特別企画「熱い嵐」（1979年、TBS）
- そっとさよなら（1979年、よみうりテレビ） - 小学校の先生 律子 役
- 陽はまた昇る（1979年、フジテレビ）
- ドラマ人間模様 「花笑み」（1979年、NHK総合）
- 土曜ドラマ（NHK総合）
  - 松本清張シリーズ「天才画の女」（1980年） - 降田良子 役
  - 新・王将（1992年） - 小春 役
  - こんにちは、母さん（2007年） - 荻生康子
- 木曜ゴールデンドラマ（よみうりテレビ）
  - 「東京大地震マグニチュード8.1 」（1980年） - 江田かおる 役
  - 「落ちこぼれの詩」（1981年）
  - 「かくれんぼ」（1988年）
  - 「風の棲む家」（1989年）
  - 特別企画 さんまの「おれは裸だ」（1988年）
- 熱い秋（1980年、TBS）
- 草野球・草家族（1980年、テレビ朝日） - 加島八千代 役
- 華岡青洲の妻（1980年、日本テレビ）  - 華岡加恵 役
- 日立スペシャル 特別企画3時間ドラマ「昭和史のなかの家族」（1981年、TBS）
- 北の国からシリーズ（1981年 - 2002年、フジテレビ）
- 遠雷と怒涛と（1982年、NHK総合）＊第3回放送文学賞受賞作品
- ザ・サスペンス （TBS）
  - ソープ嬢モモ子シリーズ （1982年 - 1997年） - ソープ嬢 モモ子 役
  - 「もう一人の乗客 恐山から下北の海へ…」（1982年） - 八重 役
  - 「松本清張のゼロの焦点」（1983年） - 田沼久子 役
- 月曜ワイド劇場 「悪女の診断書」（1982年、テレビ朝日）
- 看護婦日記 パートI（1983年、TBS） - 井花牧子 役
- 火曜サスペンス劇場 「蜜の香りは苦く」（1984年、日本テレビ）
- おしゃべり人物伝（1984年、NHK総合）
- 2人の女シリーズ1「危険なふたり」（1984年、TBS）
- 秋のロマンスペシャル 「パリ物語」（1984年、テレビ朝日）
- エピソードドラマ 「漱石には千円札がよく似合う」（1984年、NHK総合）
- 真田太平記（1985年、NHK総合） - 小野お通 役
- 女詐欺師物語シリーズ 「危険なふたり」（1985年、TBS）
- セゾンスペシャル 「受胎の森」（1985年、TBS）
- 金曜女のドラマスペシャル 「崖」（1985年、フジテレビ）
- TBS開局30年記念ドラマ 終戦40周年特集特別企画「そして戦争が終わった」（1985年、TBS）
- 水曜ドラマスペシャル 「おかあさん1 〜たぬき屋の人々」（1985年、TBS）
- サントリーミステリーSP 「澪つくし高校連続殺人事件」（1985年12月6日、朝日放送） - 小谷真紀 役
- カネボウヒューマンスペシャル  （日本テレビ）
  - 「赤い夕日の大地で〜家路（1987年）
  - 「付添人のうた」（1988年） - 主婦・相沢ミチ子 役
- 女房は超能力 銭無平次捕物異聞（1987年、NHK総合）
- 花王名人劇場ワタクシ・井上ひさしの「東京物語」（1987年、関西テレビ）
- 新春ドラマ特別企画 宮尾登美子「松風の家」名門!京都茶道家元にかくされた女たちの愛と涙の秘密（1988年、テレビ朝日）
- 火曜スーパーワイド「サザエさんSP サザエさん旅あるき 漫画家一家母娘3人の珍道中!」（1988年、テレビ朝日） - 長谷部町子 役
  - 1「鹿児島食べあるきの巻」・2「ハワイ結婚ツアーの巻」
- 年末時代劇スペシャル 「忠臣蔵 いのちの刻」（1988年、TBS）
- シリーズ街 大井埠頭「湾岸通りの天使たち」（1989年、テレビ朝日）
- 春の特別企画ドラマ 「兜町」 - 秘書・今日子 役
- 青春大河ドラマ 「野望の国 嵐の章」（1989年、日本テレビ）
- 水曜グランドロマン  （日本テレビ）
  - 「手塚治虫物語 いとしき生命のために」（1990年）
  - 「恍惚の人」（1990年）
- 月曜ドラマスペシャル  （TBS）
  - 「残りの雪」（1990年、TBS）
  - 「うちのママは賭博師」（1990年）
  - 「ジャック・アンド・ベティ物語」（1992年）
  - 「今夜もテレビで眠れない」第3話「猫坂の上の幽霊たち」（1995年）
  - ヒューマンドキュメント特別企画「母業失格」（2001年） - 朝子 役
- ごめんねコーちゃん（1990年、NHK総合） - 岩谷時子 役
- ギミア・ぶれいく （TBS）
  - 特別企画SPドラマ「巨泉・石坂・たけしの伊東家の三兄弟」（1990年）
  - 「竹下景子のY氏の隣人 恋愛ビデオ」（1991年）
- 静寂の声 乃木希典・静子の生涯（1990年、朝日放送）
- TBS創立40周年記念時代劇特別企画 「忠臣蔵」（1990年、TBS）
- TBS創立40周年記念番組 「源氏物語 上の巻・下の巻」（1991年、TBS）
- あなただけ見えない（1992年, NHK総合） - 本萌光子 役
- 丘の上の向日葵（1993年、TBS）
- 眠狂四郎 江戸城に渦巻く陰謀!（1993年、ANB）
- 連続テレビ小説（NHK総合） 
  - ぴあの（1994年） - 桜井初音 役
  - 純情きらり（2006年） - 有森マサ/ナレーション兼任
  - ゲゲゲの女房（2010年） - 村井絹代 役
  - わろてんか（2017 - 2018年） - 藤岡ハツ 役
  - おかえりモネ（2021年） - 永浦雅代、養殖池の牡蠣/ナレーション兼任
- 山田太一ドラマSP 「せつない春」（1995年、テレビ東京）
- 夏の一族（1995年、NHK総合） - 藤田久子 役
- BS日曜ドラマ 「大往生」（1996年、NHK BS2）
- ドラマ新銀河（NHK総合）
  - ママだって夏休み（1997年）
- 正月ドラマ 「いい旅いい夢いい女」（1999年、NHK総合） - 聖美 役
- テレビ東京開局35周年記念番組 「角筈にて－鉄道員より」（1999年、テレビ東京）
- 遠藤周作没後3年SPドラマ 「夫の宿題 絶対に治してみせる」（1999年、毎日放送） - 順子 役
- 一絃の琴（2000年、NHK総合）
- 太陽は沈まない（2000年、フジテレビ）
- 火曜サスペンス劇場 「だます女だまされる女シリーズ」（2000年-2005年、日本テレビ・ジーカンパニー）※主演 消費生活相談員・日高晴奈 役
- 正月ドラマ 「いい旅いい夢いい女・九州路」（2000年、NHK総合） - 絵美 役
- 僕んちのロングバケーション（2000年、NHK総合） - 友子 役
- ただいま（2000年、NHK総合）
- 山田太一ドラマ 「浅草・花岡写真館」（2000年、BS-i）
- 女と愛とミステリー 山村美紗サスペンス「殺意の果てに 飛騨高山夫人絞殺事件」（2001年、テレビ東京） - 貝塚美樹子 役
- 日韓共同制作ドラマ「フレンズ」前編・後編（2002年、TBS）
- 山田太一SP2002 「旅の途中で」（2002年、CBCテレビ） - 春日良子 役 ※平成14年度芸術祭参加作品
- 蝉しぐれ（2003年、NHK総合）
- ドキュメントドラマ特別企画「北朝鮮拉致・めぐみ、お母さんがきっと助けてあげる」（2003年、テレビ東京）
- 愛と絆の人間ドラマ特別企画「娘よ」（2003年、TBS） - 高野冴 役
- テレビ朝日開局45年記念特別番組 「それからの日々」（2003年、テレビ朝日）
- 橋田賞10周年記念受賞ドラマ 「お母さん、もっと生きたかった!」（2004年、TBS）
- 月曜ミステリー劇場 / 血痕1 警科研・湯川愛子の鑑定ファイル「松本の一家惨殺事件」（2004年、TBS） - 愛子 役
- オーダーメイド〜幸せ色の紳士服店〜（2004年、NHK総合）
- 橋田壽賀子ドラマスペシャル 夫婦（2006年、テレビ朝日） - 伸枝 役
- 吾輩は主婦である（2006年、TBS）
- ドラマ・コンプレックス / 私が私であるために（2006年、日本テレビ） ※2週連続同枠出演
- ドラマ・コンプレックス / 有吉佐和子スペシャル 恍惚の人（2006年、日本テレビ） ※2週連続同枠出演
- 氷点（2006年、テレビ朝日） - 辻口陽子（老年期）
- 月曜ゴールデン「血痕2 警科研・湯川愛子の鑑定ファイル」（2007年6月11日、TBS）
- 三十万人からの奇跡〜二度目のハッピーバースディ〜 （2008年3月、テレビ東京） - 中川智子 役
- 土曜ワイド劇場 / 弁護士・茜沢翔子の人生相談承ります!（2008年9月、朝日放送） ※主演
- 朝食亭（2009年、WOWOW） - 朝倉良子 役
- 母の贈り物（2009年、TBS） - 主演：和歌森フミ子 役
- 坂の上の雲（2009年11月29日 - 、NHK総合） - 秋山貞 役
- サザエさん（2009年、フジテレビ） - 磯野(石田)フネ 役
  - サザエさん2（2010年）
  - サザエさん3（2011年）
  - サザエさん4（2013年）
- 月曜ゴールデン「血痕3 警科研・湯川愛子の鑑定ファイル」（2010年1月25日、TBS）
- 水曜シアター9「懸賞金〜目撃証言に三千万円を賭けた女〜」 （2010年3月3日、テレビ東京） ‐ 主演：福山久美子 役
- うぬぼれ刑事 第9話（2010年9月3日、TBS） - 千鶴子 役
- 金曜プレステージ「赤い霊柩車27 魔女の囁き」（2011年4月8日、フジテレビ） - 和田あさみ 役
- 胡桃の部屋（2011年7月26日 - 8月30日、NHK総合） - 三田村綾乃 役
- 真珠湾からの帰還 〜軍神と捕虜第一号〜（2011年12月10日、NHK総合） - 稲垣あやを 役
- 水曜ミステリー9（BSジャパン /テレビ東京）
  - 追いつめる〜定年刑事最後の張り込み（2006年7月2日、BSジャパン / 7月5日、テレビ東京） - 海原郁江 役
  - 女三代 如月法律事務所 〜完黙する女〜（2012年2月29日、テレビ東京） - 主演：如月瞳子 役
- 中学生日記「最終回スペシャル」（2012年3月16日、NHK Eテレ） - 植田校長 役
- 第35回創作テレビドラマ大賞・夜明けのララバイ（2012年3月27日、NHK総合） - 月島緑里の母 役
- 刑事110キロ（2013年4月 - 6月、テレビ朝日） - 白石あかね 役
- 月曜ゴールデン「血痕4 警科研・湯川愛子の鑑定ファイル」（2013年6月17日、TBS）
- 警視庁捜査一課9係 第8シリーズ 第1話（2013年7月10日、テレビ朝日） - 中川美紀子 役
- あさきゆめみし 〜八百屋お七異聞（2013年9月19日 - 、NHK総合） - お房 役
- 神戸在住（2015年1月17日、サンテレビ） - 武内真弓 役
- まんまこと～麻之助裁定帳～（2015年7月16日 - 9月17日、NHK総合） - おさん 役
- 相棒 Season14 第16話「右京の同級生」（2016年2月17日、テレビ朝日） - 小峰律子 役
- 月曜名作劇場「内田康夫サスペンス 新・浅見光彦シリーズ」（2017年 - 、TBS） - 浅見雪江 役
  - 漂泊の楽人 越後〜沼津・哀しき殺人者（2017年10月30日）[21]
  - 後鳥羽伝説殺人事件（2018年2月26日）[22]
- 越谷サイコー（2018年、NHK BSプレミアム）  - 浦井良枝 役
- やすらぎの刻〜道（2020年） - あゆみ 役
- 70才、初めて産みますセブンティウイザン。（2020年4月5日 - 5月24日、NHK BSプレミアム/NHK BS4K） - 江月夕子 役
- 今だから、新作ドラマ作ってみました 第2夜「さよならMyWay!!!」（2020年5月5日、NHK総合） - 宍戸舞子 役
- SDGsミニドラマ あの日、おばあちゃんが教えてくれたこと（2021年12月18日・25日、NHK総合） - 絹江 役[23]
- 郷土の偉人シリーズ 結びの糸・原田茂〜洋装への扉を開いた火の国の女〜（2021年10月31日、テレビ熊本制作） - 主演・原田茂 役[24]
- 風間公親-教場0- 第10話（2023年6月12日、フジテレビ） - 仁谷清香 役[25]
- 大岡越前スペシャル〜大波乱!宿命の白洲〜（2023年12月29日、NHK BS・NHK BSプレミアム4K） - おまさ 役[26]
- ダーウィンが行く!?（2024年8月20日、NHK総合） - 津田房江 役[27]
- 終活シェアハウス（2025年10月19日〈予定〉 - 、NHK BS） - 歌子 役[28]

### バラエティ・情報・歌番組
- クイズダービー（1976年10月 - 1992年12月、TBS） - 三代目4枠レギュラー解答者
- 第28回NHK紅白歌合戦（1977年12月31日、NHK総合・ラジオ第1） - 審査員
- 24時間テレビ 「愛は地球を救う」（1978年、日本テレビ） - 総合司会
- 輝く!日本レコード大賞（1981年 - 1984年・1986年、TBSテレビ・ラジオ） - アシスタント[29]
- いい旅・日本（1987年 - 1991年、TBS） - ナレーター
- ギミア・ぶれいく（1989年 - 1992年、TBS）
- どーする?!TVタックル（1990年 - 1993年、テレビ朝日）
- 笑顔がいちばん!（2000年 - 2004年、TBS）
- うた!パラダイス（2000年、テレビ東京） - 司会
- うた世紀ベストテン（2000年、テレビ東京） - 司会
- 名曲ベストヒット歌謡（2001年 - 、テレビ東京） - 司会
- 年忘れにっぽんの歌（2001年 - 、テレビ東京）- 司会
- スタジオパークからこんにちは（2014年4月 - 2017年3月、NHK総合） - 司会
- 赤ひげのいるまち（2015年4月 - 2016年9月、BS-TBS） - ナレーター[30]。
- 第75回NHK紅白歌合戦（2024年12月31日、NHK総合・ラジオ第1） - 特別企画『追悼 西田敏行さん』

### 教養番組
- みんなの科学（1969年、NHK Eテレ）- アシスタント
- NHK特集「奥飛騨白川郷 〜合掌屋根を葺く〜」（1982年5月21日、NHK総合）- ナレーション[31]
- 作法の極意（1995年-1996年、NHK総合）
- 第18回 民教協スペシャル「流転〜追放の高麗人と日本のメロディー〜」（2004年2月11日、熊本放送）- ナレーション[32]
- 二本の木（2010年1月9日、NHK総合） - 朗読
- 大正製薬Human Scienceスペシャル（2010年11月21日、テレビ朝日系列）
- 写真家たちの日本紀行（2011年、BSジャパン）- ナレーション
- ETV特集「半藤一利 「戦争」を解く」（2022年11月12日、NHK Eテレ）- 朗読[33]

### 映画
- 日本任侠道 激突篇（1975年） - 映画デビュー作
- 祭りの準備（1975年11月8日） - 黒木和雄監督　上岡涼子 役
- はだしのゲン　涙の爆発（1977年） - 美樹子 役
- 雨のめぐり逢い（1977年） - 夏村道代 役
- 人間の証明（1977年） - 中山静江 役
- 犬笛（1978年）
- ブルークリスマス（1978年） - 西田冴子 役
- ピーマン80（1979年） - 女学生 役
- 英霊たちの応援歌 最後の早慶戦（1979年） - 蓮見葉子 役
- 配達されない三通の手紙（1979年） - 大川美穂子 役
- 飛鳥へ、そしてまだ見ぬ子へ（1982年） - 野中ミチ 役
- 男はつらいよ 口笛を吹く寅次郎（1983年） - 石橋朋子 役
- 男はつらいよ 知床慕情（1987年） - 上野リン子 役
- 男はつらいよ 寅次郎心の旅路（1989年） - 江上久美子 役
- ハリマオ（1989年） - 堀内富子 役
- 学校（1993年） - 田島蛍子  役
- 望郷（1993年） - 窪田けさ  役
- いちご同盟（1997年）
- 千年の恋 ひかる源氏物語（2001年）
- 熊本物語「おんな国衆一揆」（2002年） - ナレーター
- 石井のおとうさんありがとう（2004年）
- レオニー（2011年） - 小泉セツ  役
- 探偵はBARにいる（2011年） - 近藤百合子 役
- はさみ hasami（2012年、アートポート）
- 劇場版 神戸在住（2015年） - 武内真弓 役
- ゆずり葉の頃（2015年） - 謙一郎の母 役
- 聖の青春（2016年） - 村山トミ子 役  [34]
- 花戦さ（2017年） - 浄椿尼 役 [35]
- 一人の息子（2018年） - 佐々木郁子 役 [36]
- かぞくわり（2019年） - 堂下松子 役
- われ弱ければ 矢嶋楫子伝（2022年） - 守屋東 役
- 神さま待って!お花が咲くから（2024年） - 山下りょうこ 役[37]
- 新居浜ひかり物語 青いライオン（2024年） - 竹下校長 役[38]
- おばあちゃんの秘密（2026年公開予定） - 時子 役[39]

### テレビアニメ
- アストロボーイ・鉄腕アトム（2004年、フジテレビ）火の鳥
- 火の鳥（2004年、NHK総合）火の鳥

### 劇場アニメ
- 火の鳥2772 愛のコスモゾーン（1980年） - 火の鳥[40]
- 世界名作童話 白鳥の湖（1981年） - オデット 役
- ジャングル大帝 劇場版（1997年）
- 地球が動いた日（1997年） - 高橋祥子 役
- 借りぐらしのアリエッティ（2010年） - 貞子 役
- コクリコ坂から（2011年） - 小松崎花 役
- 風立ちぬ（2013年） - 二郎の母 役[41]
- 君たちはどう生きるか（2023年） - いずみ 役[42]

### ラジオ
- 竹下景子の話の片思い（梶原しげる「オレンジ通り五番街」、1978年 - 1979年、文化放送）
- 竹下景子のこの指止まれ（1978年10月 - 1981年10月、文化放送）
- 竹下景子の川鉄サウンドシティ（文化放送）
- 明日への伝言板（2005年10月 - 2006年3月、2006年10月2日 - 2007年3月23日、2007年10月5日 - 2008年3月21日、RKBラジオ・KBCラジオ・CROSS FM） - 金曜日担当
- 新日曜名作座（2008年4月 - 、NHKラジオ第1）
- ラジオ深夜便・女優が語るわたしの人生（2011年1月8・9日、NHKラジオ第1・FM）
- 司馬遼太郎短篇傑作選（2012年10月6日 - 2025年3月29日、ラジオ大阪）[43] - ナビゲーター
- FMシアター　家の終わりに（2012年12月15日、NHK-FM） - 美保 役[44]
- 特集オーディオドラマ　青き風吹く（2016年1月2日、NHK-FM）[45]
- アートドラマ　美女と巨匠 「グスタフ・クリムト」（2016年2月11日、NHKラジオ第1）[46]
- 特集オーディオドラマ　春麻呂の夢（2018年1月6日、NHK-FM）[47]
- ラジオ深夜便・ミッドナイトトーク（2021年5月1日 - 、NHKラジオ第1、FM） - 隔月土曜第1週出演
- FMシアター　マイライフ・アズ・ア・ドッグ（2022年1月22日、NHK-FM）[48]
- FMシアター　ミシンと金魚（2022年11月5日、NHK-FM）[49]
- さいしょの一歩 ～浅賀ふさ物語～（2023年12月1日、8日、15日、22日、CBCラジオ）‐浅賀ふさ 役[50]

### 舞台
- 1980年「和宮様御留」東京宝塚劇場 1981･82年再演（原作・有吉佐和子 脚本・演出：小幡欣治）
- 1982年「遺書『限りなき愛』」芸術座、1983年再演（作・演出：小幡欣治）
- 1983年「化粧」東京宝塚劇場 原作：渡辺淳一
- 1983年「浅野川慕情」中村勘九郎、中日劇場 小幡欣治作
- 1984年「アグネス」博品館劇場（作： ジョン・ピールマイヤー 演出：ウォルトン・ジョーンズ）
- 1988年「ハロルド・ピンター・コレクション」セゾン劇場 （演出：高平哲郎）
- 1997年「カナリア-西條八十物語-」東京国際フォーラム （作：斎藤憐 演出：木村光一）
- 1997年「奇想天外万事良」東京厚生年金会館ホール（脚本：有高扶桑 演出：本間忠良）
- 1998年「お入学」芸術座、名鉄ホール（作：橋田壽賀子 演出：石井ふく子）
- 1999年「忍ばずの女」明治座（脚本：高峰秀子 演出：石井ふく子）
- 2001年「花は紅、染千代一座」明治座（作：愛川欽也 演出：石井ふく子）
- 2002年「浅草・花岡写真館」紀伊國屋サザンシアター（作：山田太一 演出：木村光一）
- 2002年「鑓の権三」三越劇場（原作・近松門左衛門、脚本：石川耕士 演出：田中林輔）
- 2002年「樋口一葉」名鉄ホール（脚本：大藪郁子 演出：石井ふく子）
- 2004年「喜劇 お江戸でござる」新橋演舞場（作・演出：滝大作、共同演出:吉村忠矩）
- 2004年「月の光の中のフランキーとジョニー」THEATRE1010（作：テレンス・マクナリー 演出：西川信廣）
- 2004年「男を金にする女」名鉄ホール（脚本：宮川一郎 演出：石井ふく子）
- 2005年「娘よ」ル・テアトル銀座ほか （脚本：砂田量爾 演出：石井ふく子）
- 2005年「たそがれ清兵衛」三越劇場ほか（原作・藤沢周平、脚本・演出：石川耕士）
- 2006年「チェックポイント黒点島」下北沢ザ・スズナリ他（作・演出：坂手洋二）
- 2007年「朝焼けのマンハッタン」紀伊國屋サザンシアター（作：斎藤憐 演出：佐藤信）
- 2007年「海と日傘」あうるすぽっと（作：松田正隆 演出：高瀬久男）
- 2008年「ジョルジュ」杉並公会堂小ホール（作：斎藤憐 演出：佐藤信）
- 2008年「御いのち」御園座（作：橋田壽賀子 演出：石井ふく子）
- 2009年「川を越えて、森を抜けて」本多劇場 他（作：ジョウ・ディピエトロ 演出：高瀬久男）
- 2009年「逝った男の残したものは」紀伊國屋ホール 他（作・演出：水谷龍二）
- 2010年4月「かたりの椅子」世田谷パブリックシアター 他（作・演出：永井愛）
- 2010年「花丸銀平」南座（作：ジェームス三木 演出：齋藤雅文）
- 2010年11月「3分間の女の一生」座・高円寺1 12月地方公演（作・演出：坂手洋二）
- 2011年8月6日-21日「好色一代男」御園座八月納涼公演（原作・井原西鶴、脚本・演出：岡本さとる）
- 2011年10月「あとは野となれ山となれ」本多劇場（作：水谷龍二、演出：高瀬久男）
- 2012年「欺瞞と戯言」本多劇場 他（作・演出：中津留章仁）
- 2017年 石井ふく子名作劇場「君はどこにいるの」 - 高野冴 役[51]
- 2022年4月 「5月35日」東京芸術劇場 (作：莊梅岩、演出：松本祐子)
- 2023年6月「ジン・ゲーム」本多劇場（作：D.L.コバーン、演出：小笠原響）
- 2023年10月「アカシアの雨が降る時」新国立劇場 他（作・演出：鴻上尚史） - 桜庭香寿美 役
- 2023年11月 - 12月「わが友、第五福竜丸」座・高円寺1 他（作・演出：坂手洋二） - 声の出演[52]
- 2023年12月「ジョルジュ」座・高円寺1 （作：斎藤憐、演出：佐藤信）-ジョルジュ／オーロール・デュパン　役
- 2024年3月「筒井康隆笑劇場」（作：筒井康隆、演出：高平哲郎）[53]
- 2024年4月「まるは食堂2024」座・高円寺1、瀧上工業雁宿ホール （作演出：佃典彦）相川うめ　役
- 2024年10月 - 11月「Silent Sky」俳優座劇場 他（作：ローレン・ガンダーソン、演出：大河内直子） - ウィリアミーナ・フレミング 役[54]
- 2024年2月 - 3月「ポルノグラフィ PORNOGRAPHY / レイジ RAGE」シアタートラム（作：サイモン・スティーヴンス、演出：桐山知也）[55]
- 2025年8月、「5月35日」吉祥寺シアター（作：莊梅岩、演出：松本祐子）[56]

### CM
- フィールコーポレーション
- 象印マホービン
- パロマガス器具（1986年 - 2005年）
- JRグループ「ナイスミディパス」※ 共演：桃井かおり・菅井きん
- 花王（1980年代半ば頃 - ）
  - 「ジャスト」、「ルナ マイルド」、「ブローネ」など
- ニベア花王「リベーヌ」
- キッコーマン
- ミツカン「土佐酢」（1976年頃 - ）
- 司牡丹（1980年代）
- 吉浜人形
- 旭化成「サランラップ」（1993年 - 1997年頃）
- 殖産住宅
- 片岡物産「モンカフェ」
- 日本長期信用銀行
- 東海東京証券
- 大正製薬
  - 「パブロン」※ 共演：杉本友莉亜
  - 「グルコケア」（2012年）
- 永井海苔
- 北陸銀行
- 近畿日本鉄道（2007年 - 2012年）
  - 「伊勢・鳥羽・志摩スーパーパスポート まわりゃんせ」
  - 「名阪特急」

### 音声ガイド
- 展覧会「法隆寺-祈りとかたち」（2014年4月26日 - 6月22日、東京藝術大学大学美術館）
- 特別展覧会「国宝」（2017年10月3日 - 11月26日、京都国立博物館）

### ナレーション・朗読
- セルゲイ・プロコフィエフ「ピーターとおおかみ」イエルク・ミュラー・イラスト、たかぎゆきこ訳、絵本の家、1988
- 奥の細道より 朗読 ナレーション：窪田等
- 源氏物語　円地文子訳 CD
- 「夜の道」藤沢周平 朗読 CD
- VOICARION VII 女王がいた客室 ヴォイサリオン CD 山口勝平 小野大輔 神田沙也加 竹下景子
- 永遠に残したい・・・日本の詩歌大全集 金子みすゞ 詩集

## 音楽

### シングル
- 結婚してもいいですか／私のひざで眠りなさい（1978年、デビュー曲） - 「結婚してもいいですか」は神奈川県鎌倉市が舞台になっている。
- 愛そして告白／たまには一人で（1979年）
- 私の中の女たち／ベッドサイドの子守唄（1980年）
- モーニング・コール／Two for two（1982年）
- 浅野川慕情（中村勘九郎とデュエット）（1983年）
- ケイスケ／サヨウナラに乾杯！（1984年）

### アルバム
- 二人だけの季節（1978年）
- 私の中の女たち（1980年）
- WHAT EVER HAPPENED TO KEIKO？（1982年）

※　全てポリドールよりリリース

## 書籍
- 『フォト&エッセイ集　水中花』関口照生写真（1978年、ペップ出版）
- 『ハロー・プラス・ワン』関口照生写真（1987年、小学館）のち集英社文庫
- 『ファミリーへ、ウエルカム』関口照生写真（1990年、小学館）のち集英社文庫
- 『いまこそ私は原発に反対します。』 「水俣から吹いてくる風」、日本ペンクラブ編、平凡社 2012

## 受賞
- 1978年 - エランドール新人賞
- 1982年 - 芸術祭 優秀賞（『モモ子シリーズI 12年の嘘』）
- 1993年 - 第17回日本アカデミー賞　優秀助演女優賞（『学校』）[57]
- 1993年 - 第6回日刊スポーツ映画大賞・石原裕次郎賞　助演女優賞（『学校』、『望郷』）
- 2000年 - アジアTV祭 主演女優賞（『夫の宿題』）
- 2007年 - 紀伊國屋演劇賞 個人賞（『朝焼けのマンハッタン』『海と日傘』）[58]
- 2019年 - 文化庁長官表彰[59]